# Денисов, Евгений Ефимович
Евгений Ефимович Денисов (25 марта 1938 — 16 января 2010) — советский хоккеист, нападающий. Мастер спорта СССР (1963).

## Биография
Выступал за воскресенские команды «Химик-2» (1956/57, 1959/60 — 1961/62 — чемпионат РСФСР) и «Химик» (1958/59 — 1960/61, 1962/63 — чемпионат СССР). В сезонах 1964/65 — 1966/67 играл за «Сатурн» Раменское.